# Trigonella lilacina
Trigonella lilacina är en ärtväxtart som beskrevs av Pierre Edmond Boissier. Trigonella lilacina ingår i släktet trigonellor, och familjen ärtväxter. Inga underarter finns listade i Catalogue of Life.